# Chris Wilson
Chris Wilson (Melbourne, 2 dicembre 1956 – Melbourne, 16 gennaio 2019) è stato un musicista, cantante blues australiano.
Fece molti tour, partecipando anche a numerosi festival, sia in Australia che in America; si esibì tra l'altro con Bob Dylan e Paul Kelly. In precedenza era stato membro dei Crown of Thorns. È scomparso il 16 gennaio 2019, per un tumore pancreatico che lo affliggeva da tempo.

## Discografia
- Gnawing on the Bones of Elvis (1986)
- Carnival (1988)
- Babylon (1990)
- Pub Dogs Live at the Wireless (1991)
- Landlocked (1992)
- Live At The Continental (1994)
- The Long Weekend (1998)
- Spiderman (2000)
- King For A Day (2002)